# Aechmea 'Dawson'
Aechmea 'Dawson' es un  cultivar híbrido del género Aechmea perteneciente a la familia  Bromeliaceae.
Es un híbrido creado antes del año 1984 con las especies Aechmea distichantha x desconocido.